# Nationalmuseum für westliche Kunst
Das Nationalmuseum für westliche Kunst (japanisch 国立西洋美術館, Kokuritsu seiyō bijutsukan, englisch The National Museum of Western Art, kurz NMWA) ist ein Kunstmuseum im Tokioter Stadtbezirk Taitō. Es beherbergt europäische und nordamerikanische Kunstwerke vom Mittelalter bis zum 20. Jahrhundert und ist das größte seiner Art in Asien.

## Geschichte

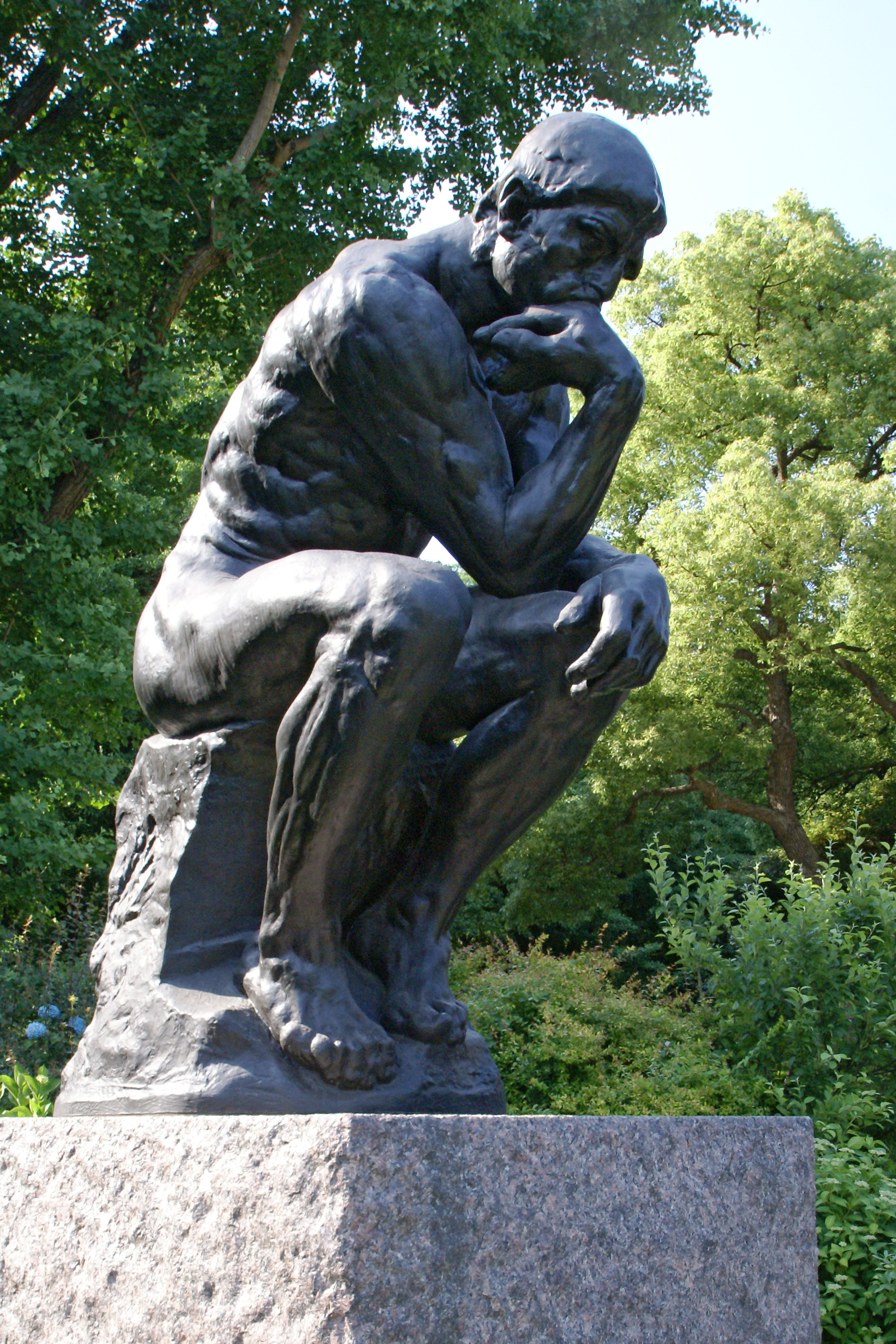
Auguste Rodin: Der Denker

Japans einziges staatliches Museum für westliche Kunst geht zurück auf die Kunstsammlung des Matsukata Kōjirō. Dessen in Frankreich befindliche Sammlung wurde während des Zweiten Weltkrieges als Feindvermögen beschlagnahmt. Ende der 1950er Jahre übergab Frankreich einen Teil dieser Sammlung als Geste der Aussöhnung an das japanische Volk. Für die 196 Gemälde, 80 Zeichnungen 26 Drucke und 63 Skulpturen entstand ab 1957 ein neues Museumsgebäude im Ueno-Park in Tokio. Seit der Eröffnung des Museums sind die Bestände des Museums kontinuierlich gewachsen und der ursprüngliche Sammlungsschwerpunkt mit französischen Künstlern der zweiten Hälfte des 19. Jahrhunderts konnte durch ältere Arbeiten bis zurück zum Mittelalter ergänzt und durch Arbeiten des 20. Jahrhunderts erweitert werden. Heute umfasst die Sammlung etwa 2000 Werke, die zusammen mit zahlreichen Wechselausstellungen einen umfangreichen Überblick der westlichen Kunstgeschichte darstellen.

## Gebäude
1957 begannen die Planungen für das neu zu errichtende Museumsgebäude unter der Leitung von Le Corbusier. Zusammen mit Maekawa Kunio, Sakakura Junzō und Yoshizaka Takamasa wurde ein Gebäude entwickelt, das von Beginn an auf flexible Wachstumsmöglichkeiten konzipiert war. Neben der zunächst zu beherbergenden Matsukata-Sammlung hatten die Architekten auch Platz für zukünftige Erwerbungen eingeplant. Das nach zweijähriger Bauzeit 1959 fertiggestellte Gebäude hat einen quadratischen Grundriss. Die Betonfassaden des zweigeschossigen Gebäudes werden durch jeweils ein Panoramafenster aufgelockert, vor denen Balkone mit Freitreppen Verbindungen zur Umgebung des Ueno-Parks schaffen. Im Inneren befindet sich ein zentraler Lichthof, von dem eine Rampe zu den Galerieräumen im ersten Stock führt. Le Corbusiers Schüler Maekawa Kunio entwarf den 1979 fertiggestellten Erweiterungsbau der zusammen mit dem Hauptgebäude einen Innenhof umschließt. Ein weiterer Ergänzungsbau aus dem Jahr 1997 beherbergt ein Auditorium und Räume für Wechselausstellungen. Zeitgleich fand eine Renovierung der bestehenden Gebäude statt, die bei dieser Gelegenheit gegen Erdbeben verstärkt wurden. Seit 2016 ist das Gebäude als Teil der Welterbe-Stätte „Das architektonische Werk von Le Corbusier“ in der Liste des UNESCO-Welterbes verzeichnet.

## Sammlung

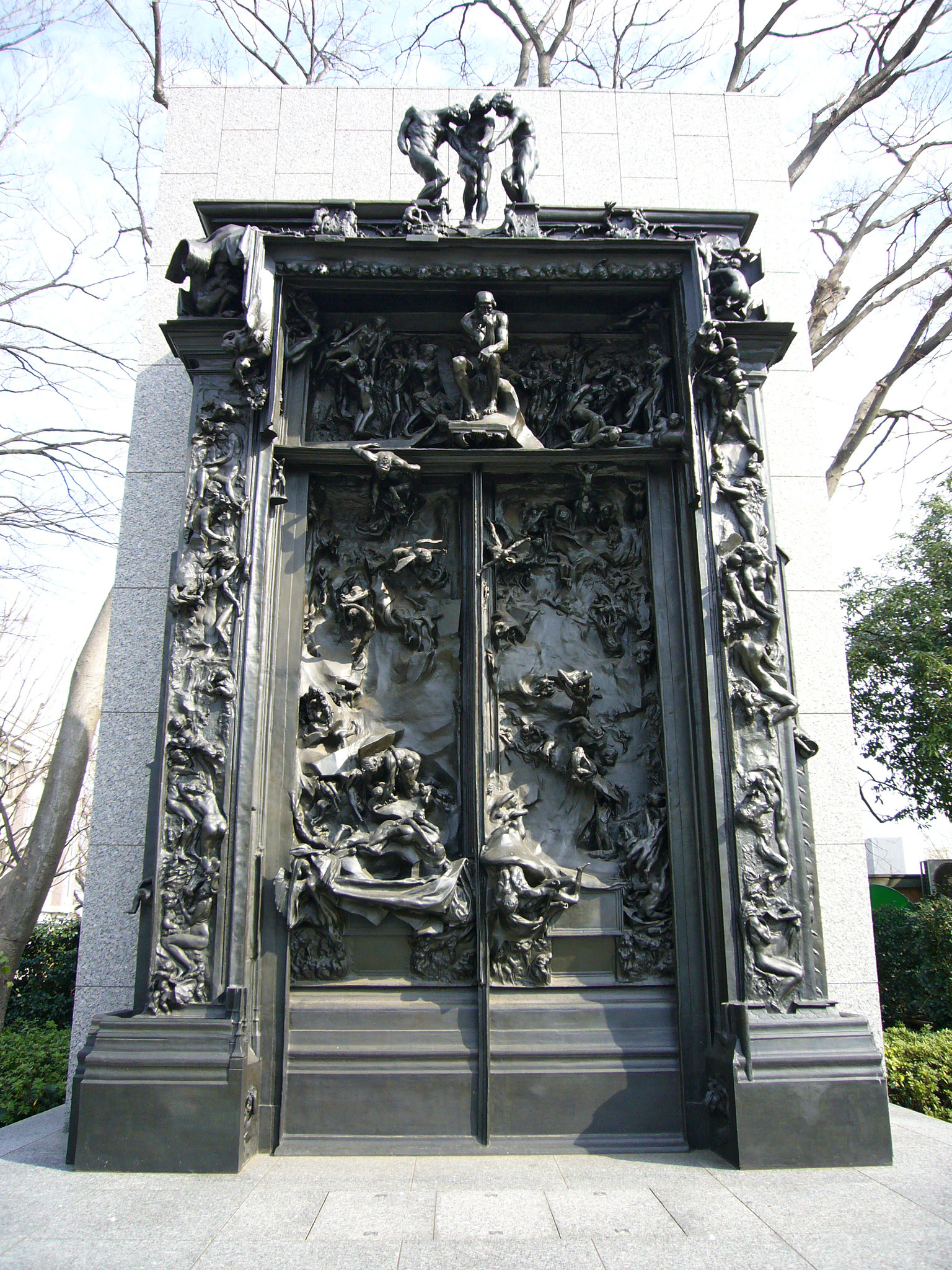
Auguste Rodin: Das Höllentor

Im ersten Stock des Hauptgebäudes sind heute Werke der europäischen Malerei vom frühen 15. bis zum ausgehenden 18. Jahrhundert zu sehen. Die italienische Malerei ist mit Giorgio Vasaris Garten von Gethsemane, Paolo Veroneses Die Vermählung der heiligen Katharina, Leandro Bassanos Jüngstes Gericht und Jacopo Tintorettos Bildnis eines jungen Mannes als David genauso vertreten wie mit Giovanni Francesco Barbieris David mit dem Kopf des Goliath oder einer Mater Dolorosa von Carlo Dolci. Weitere Werke in dieser Abteilung sind eine Lucretia von Guido Reni und eine Madonna mit Kind und den drei Heiligen von Giovanni Domenico Tiepolo. Von Giovanni Battista Tiepolo besitzt das Museum die Apotheose des Admiral Vettor Pisani und von Pietro Longhi ein Porträt eines Mannes.
Zu den Künstlern der flämischen und holländischen Malerei gehört Joos van Cleve, der mit einem Triptychon im Museum vertreten ist, dessen mittlere Tafel die Kreuzigung Christi zeigt und die Seitentafeln das Stifterpaar darstellen. Von Bartholomeus Breenbergh ist eine Küstenlandschaft und von Herman van Swanevelt eine Ansicht von Rom mit Kolosseum, Konstantinbogen und Venustempel zu sehen. Hinzu kommen von Joachim Beuckelaer Christus trägt das Kreuz, Anthonis van Dycks Porträt des Diego Felipe de Guzmán und von Peter Paul Rubens die Werke Überfluss sowie die Darstellung zweier schlafender Kinder. Weiterhin zeigt das Museum das Stillleben Junge mit den Seifenblasen von Gerard Dou, eine Dorfhochzeit von Jan Steen sowie verschiedene Landschaftsansichten von Jacob van Ruysdael, Isaak van Ostade und Jan van Goyen.
Während die deutsche Malerei beispielhaft mit dem Garten von Gethsemane von Lucas Cranach dem Älteren vertreten ist, sind Beispiele spanischer Malerei einzelne Gemälde von El Greco, Bartolomé Esteban Murillo und Jusepe de Ribera. Die Gemäldesammlung zeigt zudem von Joshua Reynolds das Porträt des Robert d'Arcy und von Richard Wilson eine italienische Landschaft als Beleg für britische Malerei.
Zu der umfangreicheren Sammlung mit Arbeiten französischer Künstler gehören ein heiliger Thomas von Georges de La Tour, eine Maria Magdalena von Philippe de Champaigne, das Porträt eines jungen Edelmannes von Nicolas de Largillière, die Rast der Soldaten von Jean-Baptiste Pater und das Porträt der Madame Marie-Henriette-Berthelet de Pleuneuf von Jean-Marc Nattier. Zudem gibt es Landschaftsdarstellungen von Claude Lorrain, Nicolas Lancret, Jean-Honoré Fragonard, Hubert Robert und Claude-Joseph Vernet.
Im Anbau von 1979 befinden sich die Werke des 19. Jahrhunderts und der Moderne. Die französische Malerei dieser Zeit beginnt mit Werken von Eugène Delacroix, Honoré Daumier und Jean-François Millet. Von Jean-Baptiste Camille Corot besitzt das Museum eine Ansicht von Neapel und von Henri Fantin-Latour ein Stillleben mit Karaffe, Blumen und Früchten. Gleich fünf Werke von Gustave Courbet sind im Museum zu sehen, wozu eine Version von Die Welle gehört. Die Malerei des französischen Impressionismus bildet einen Schwerpunkt der Sammlung. Neben einer Strandansicht von Trouville des Malers Eugène Boudin stehen hier die Werke Junge in den Blumen und Bildnis Monsieur Brun von Édouard Manet am Anfang dieses Sammlungsbereiches. Darüber hinaus zeigt das Museum von Pierre-Auguste Renoir die Bilder Im Gehölz, Pariserin im algerischen Kostüm und Frau mit Hut, von Camille Pissarro eine Winterlandschaft, die Ernte und die Unterhaltung sowie von Alfred Sisley eine Landschaft bei Louveciennes. Auf Grund der Freundschaft des Sammlers Matsukata mit dem Maler Claude Monet ist dieser Künstler mit 16 Werken am stärksten repräsentiert. Neben zahlreichen Landschaftsbildern sind hier zwei Ansichten von London hervorzuheben. Kleinere Werkgruppen sind auch von Paul Gauguin, Pierre Bonnard und Maurice Denis vorhanden. Einzelne Gemälde besitzt das Museum zudem von Vincent van Gogh, Paul Cézanne, John Everett Millais, Emile Auguste Carolus-Duran, Giovanni Segantini, Dante Gabriel Rossetti, Gustave Moreau, Pierre Puvis de Chavannes und Paul Signac.
Zu den bedeutenden Namen von Künstlern des 20. Jahrhunderts, von denen das Museum in seiner Ausstellung Werke zeigen kann, gehören Kees van Dongen, Georges Rouault, Maurice de Vlaminck und Chaim Soutine genauso wie André Derain und Max Ernst. Weiterhin sind Arbeiten von Fernand Léger, Joan Miró, Jean Dubuffet, Pablo Picasso und Jackson Pollock zu sehen.
Des Weiteren besitzt das Museum eine umfangreiche Sammlung von Zeichnungen und Drucken. Hierunter befinden sich Arbeiten von Dürer, Holbein, Rembrandt, Piranesi, Goya und Klinger.
Im Erdgeschoss des Hauptgebäudes sind viele der im Museumsbesitz befindlichen Skulpturen von Auguste Rodin zu sehen. Mit 58 Werken verfügt das Museum über eine der besten Sammlungen dieses Künstlers. Im Skulpturengarten sind auch Bronzegüsse seiner bekannten Arbeiten Der Denker, Die Bürger von Calais und Das Höllentor zu sehen.

## Ausgestellte Werke
(Auswahl)

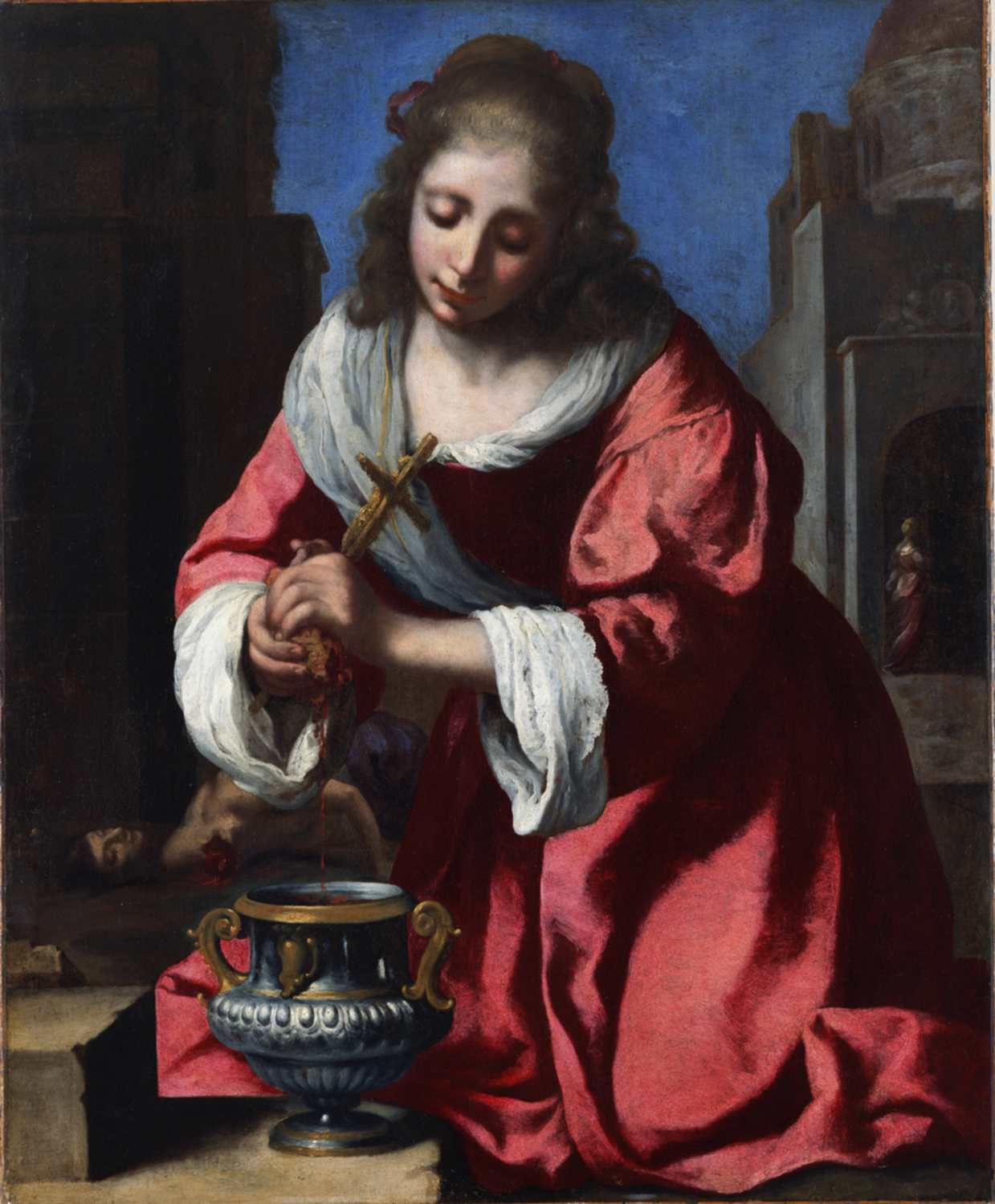
Jan Vermeer zugeschrieben: Die heilige Praxedis
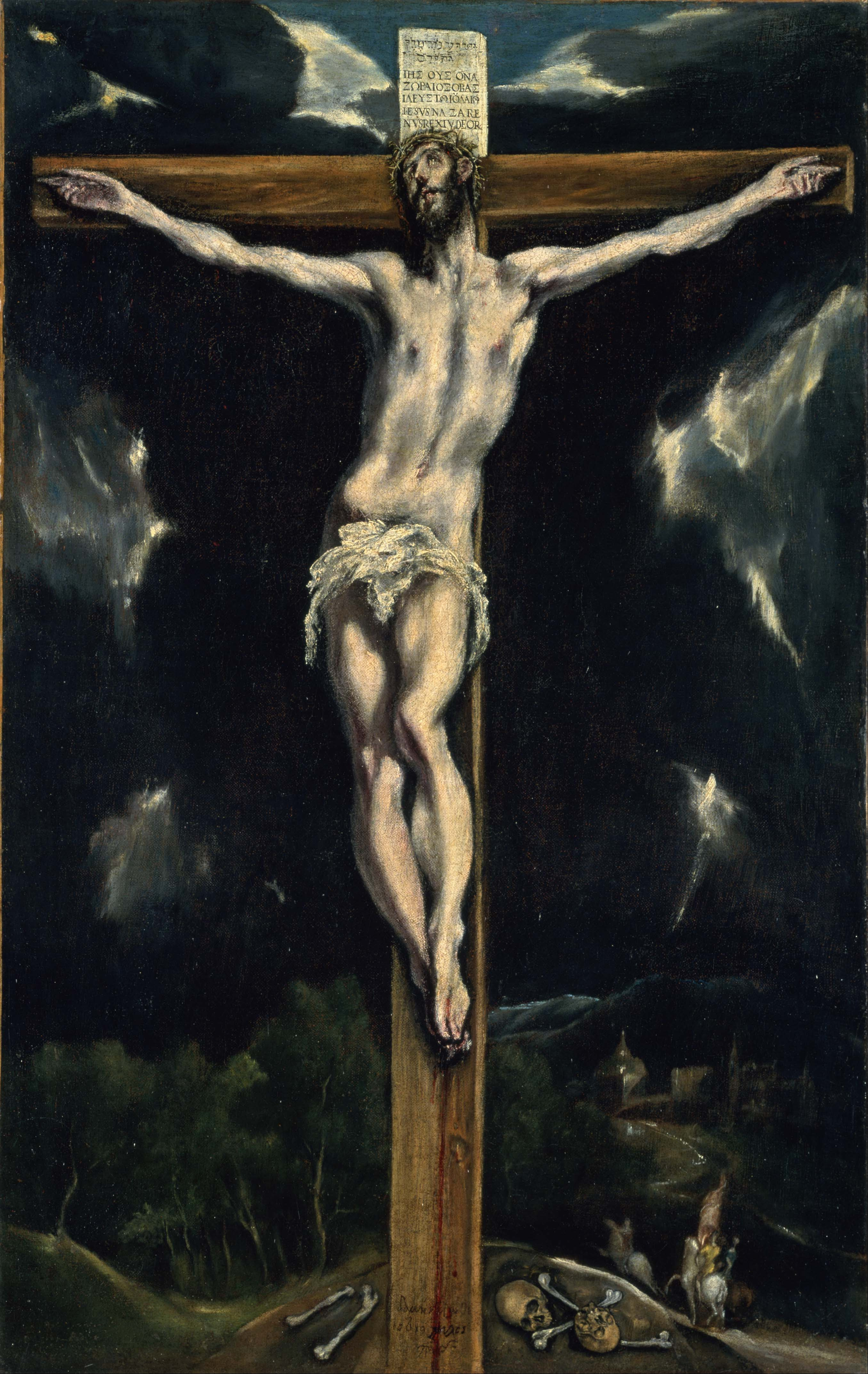
El Greco: Christus am Kreuz
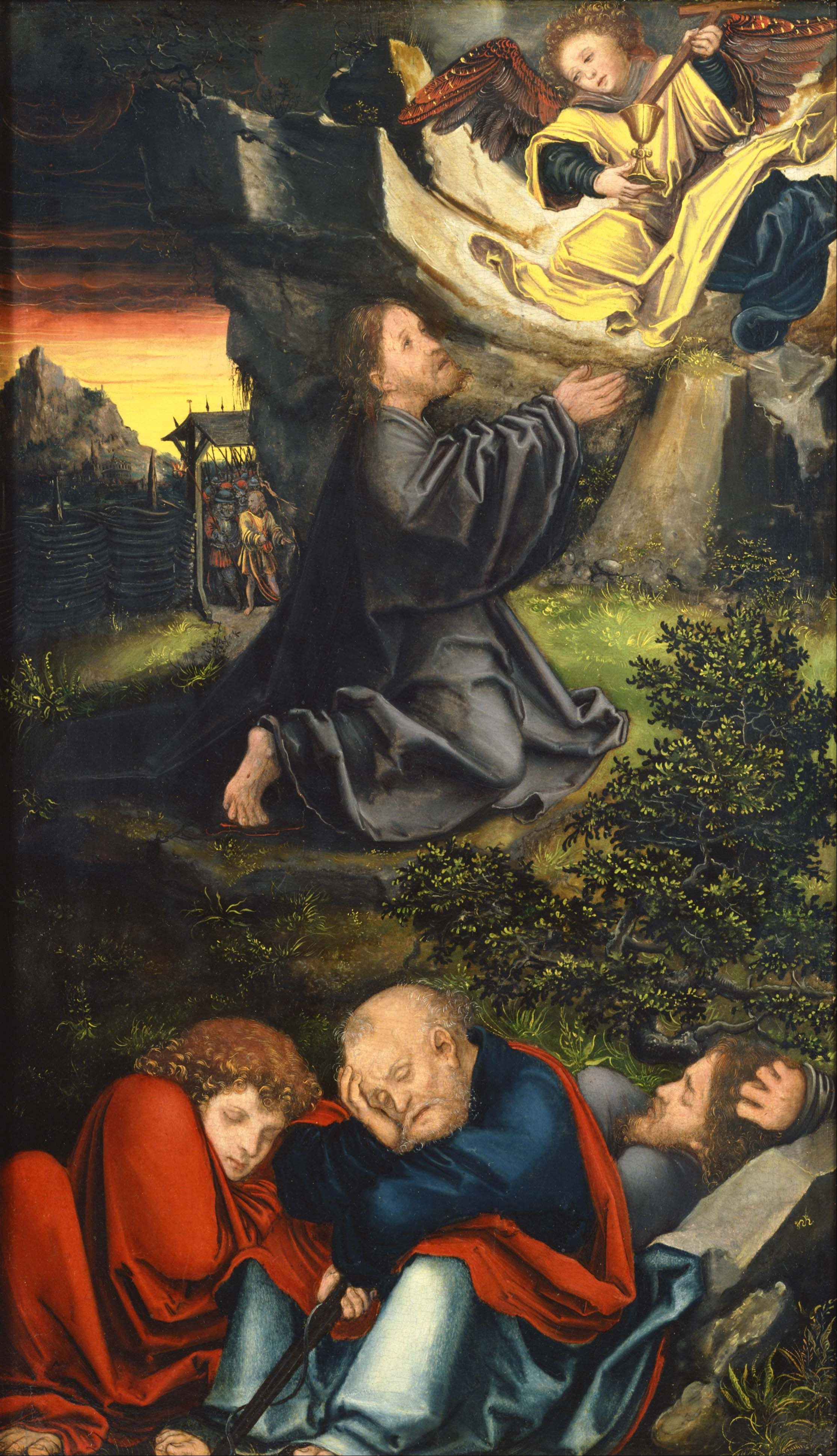
Lukas Cranach der Ältere: Der Garten Gethsemane
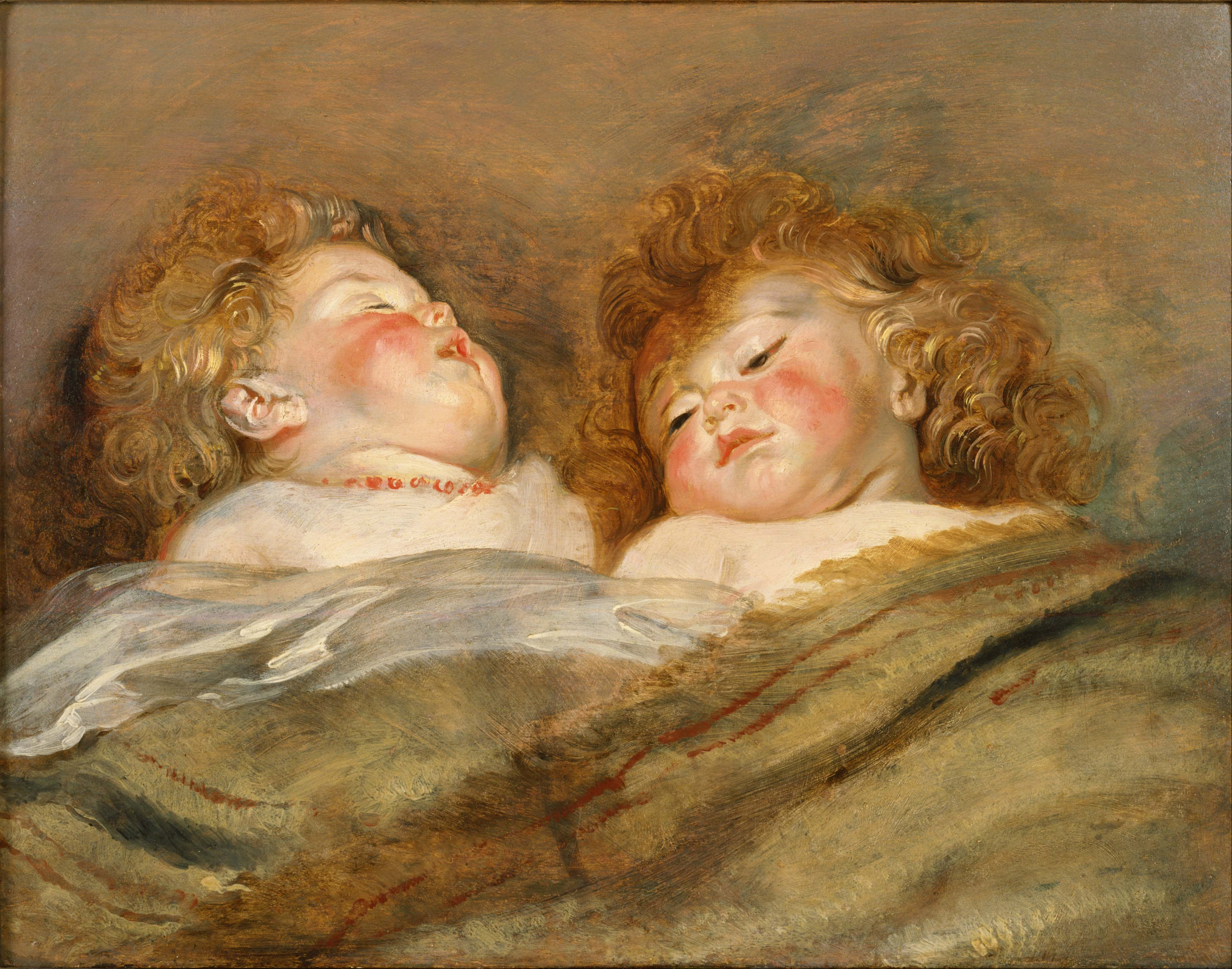
Peter Paul Rubens: Zwei schlafende Kinder
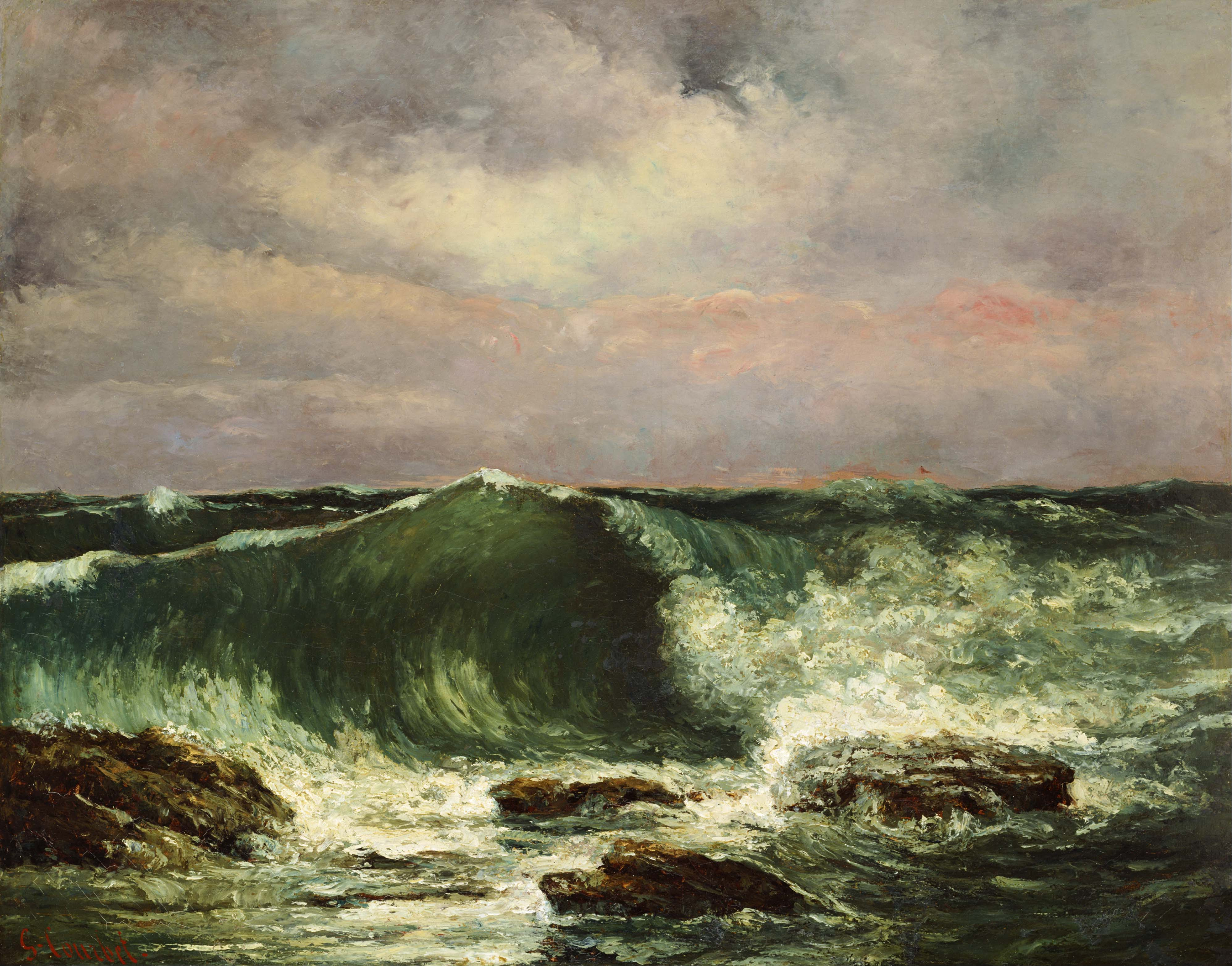
Gustave Courbet: Die Welle
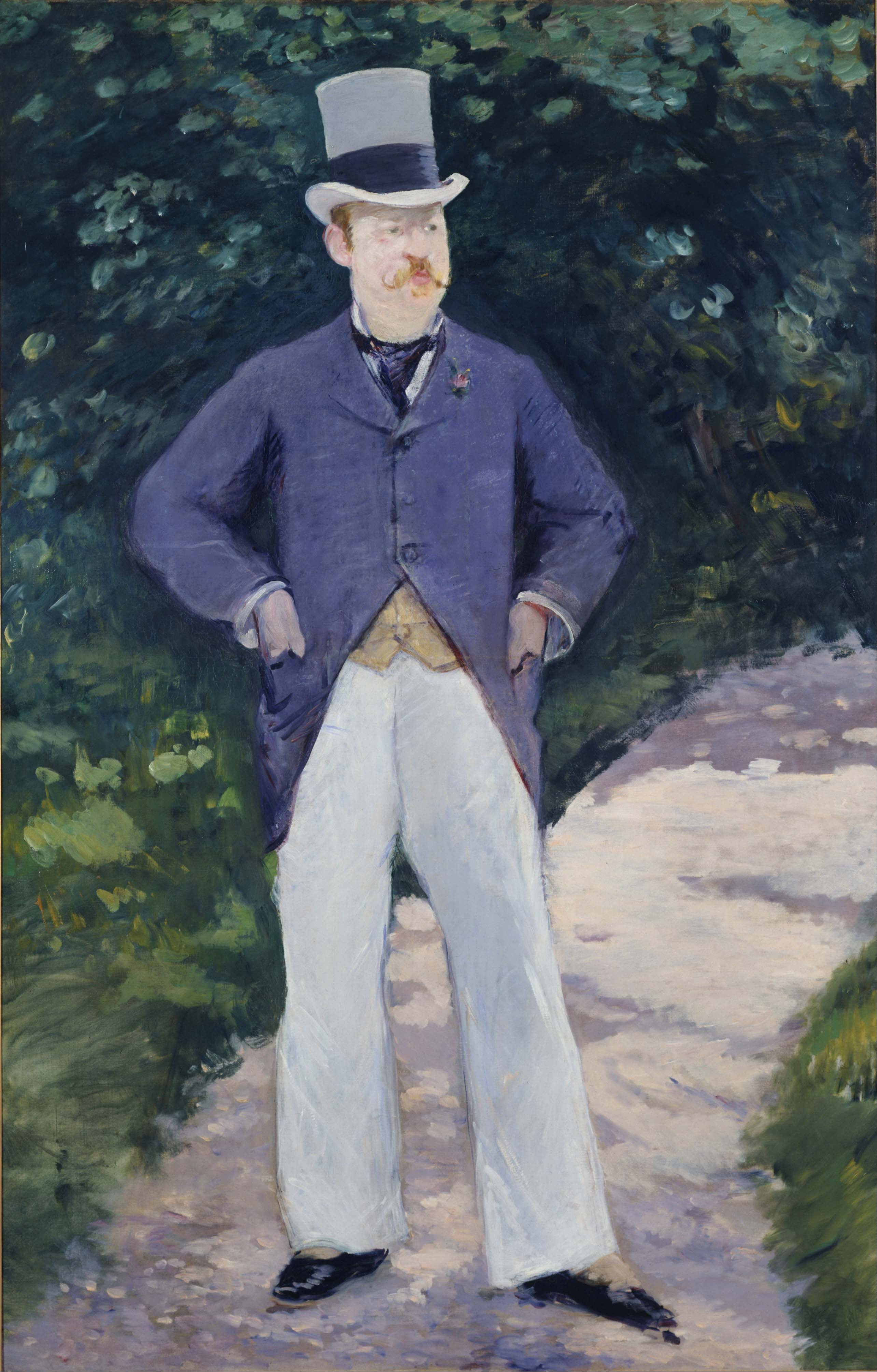
Édouard Manet: Porträt Monsieur Brun
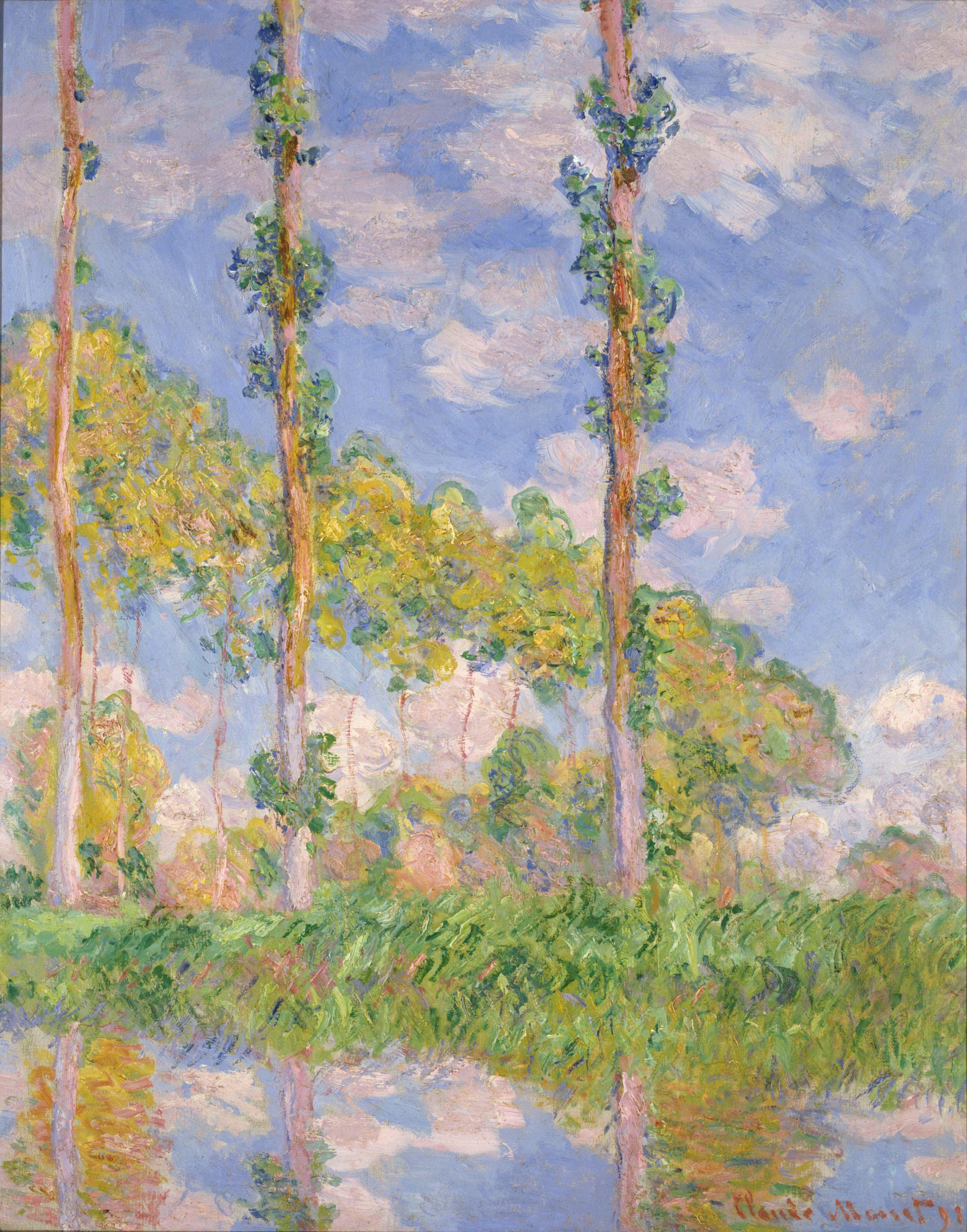
Claude Monet: Pappeln in der Sonne
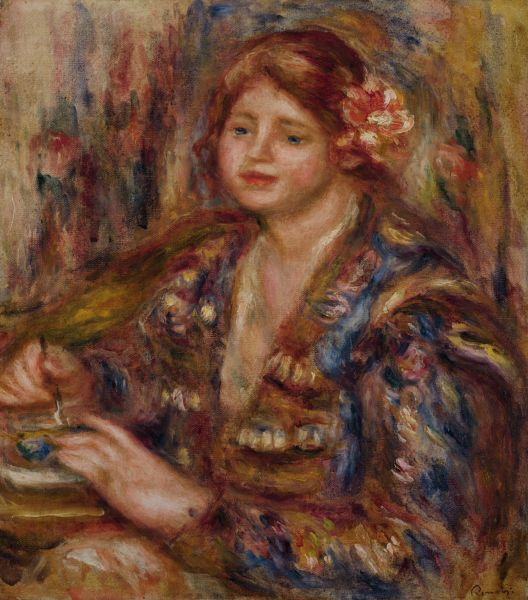
Pierre-Auguste Renoir: Frau mit Rose
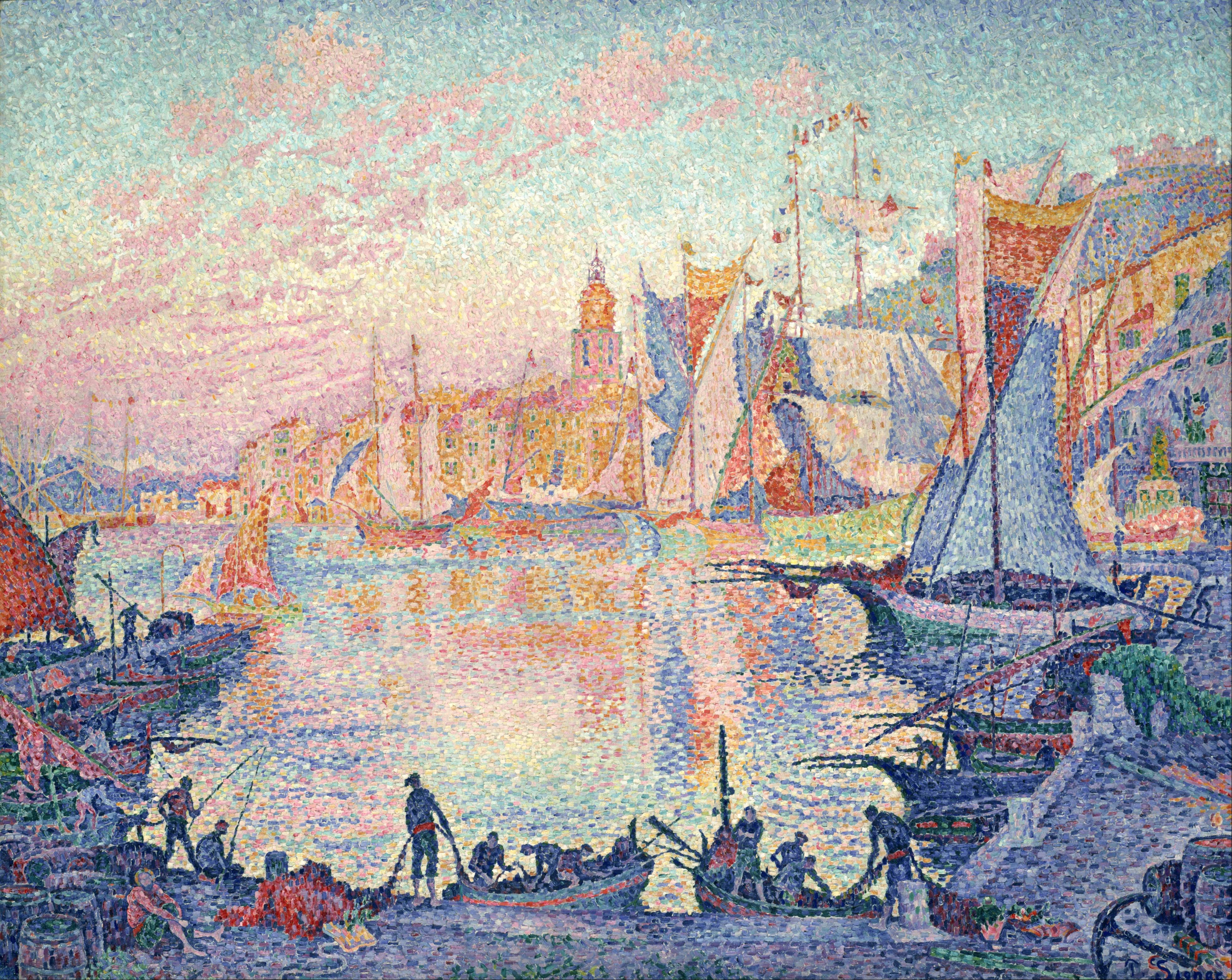
Paul Signac: Der Hafen von Saint-Tropez